# Baskunczak
Baskunczak (ros. Баскунчак) – bezodpływowe, okresowe słone jezioro w Rosji, na Nizinie Nadkaspijskiej. Drugie najniżej położone miejsce na lądzie w Europie. Z jego terenu wydobywa się sól kamienną.

## Położenie
Jezioro leży ok. 50 km na wschód od Achtuby, lewej odnogi Wołgi i ok. 60 km na południowy wschód od Achtubinska, na półpustynnych terenach Niziny Nadkaspijskiej. Na jego zachodnim brzegu leży miejscowość Niżny Baskunczak. Powierzchnia dna jeziora znajduje się na wysokości 21 m p.p.m.

## Charakterystyka
Jezioro ma kształt nieregularno-owalny, długość z północnego zachodu na południowy wschód ok. 19 km, szerokość ok. 9 km. Ma zmienną powierzchnię, ze względu na zasypywanie przez nawiewane z pustyni piaski na początku lat 60. XX w. określaną na 115 km², obecnie na 106 km².
Warstwy soli wypełniają całą misę jeziorną. Wiercenia doprowadzone do głębokości 257 m nie przebiły pokładów soli. Badania geofizyczne pozwoliły określić jej grubość na ponad 600 m. Cały zapas soli w jeziorze oceniono wówczas na ok. 400 miliardów ton. W latach 60. XX w. pozyskiwano stąd ok. 2/3 całkowitego wydobycia soli w ZSRR. Nad jeziorem znajduje się Rezerwat przyrody „Bogdinsko-Baskunczakskij”.